# Mój ulubiony Młynarski
Mój ulubiony Młynarski – album Piotra Machalicy z interpretacją utworów polskiego poety Wojciecha Młynarskiego, wydany 25 października 2019 przez Sony Music Entertainment Poland. Płyta została objęta patronatem honorowym Fundacji im. Wojciecha Młynarskiego. Nominacja do Fryderyka 2020 w kategorii «Album Roku Muzyka Poetycka».

## Lista utworów
| Nr  | Tytuł utworu                   | Długość |
| --- | ------------------------------ | ------- |
| 1.  | „Taka piosenka, taka ballada”  | 2:57    |
| 2.  | „Moje ulubione drzewo”         | 3:55    |
| 3.  | „Nie ma jak u mamy”            | 3:10    |
| 4.  | „Tango desperado”              | 4:42    |
| 5.  | „Daj des”                      | 4:03    |
| 6.  | „Ballada o dwóch koniach”      | 2:10    |
| 7.  | „Dobranoc Panu, Panie Bzowski” | 3:20    |
| 8.  | „Sposób na bezsenność”         | 2:35    |
| 9.  | „Młodość św. Mikołaja”         | 2:55    |
| 10. | „Niegdysiejsze pogrzeby”       | 6:03    |
| 11. | „Idź swoją drogą”              | 4:24    |
| 12. | „Testament”                    | 3:55    |
| 13. | „Jeszcze w zielone gramy”      | 3:26    |
|     |                                | 47:35   |

## Twórcy
- Piotr Machalica – śpiew
- Taj MahaLisa Trio:
  - Michał Walczak – aranżacje, gitara klasyczna, tamburyn, chórki
  - Krzysztof Niedźwiecki – gitara akustyczna, gitara rezofoniczna, stopa, chórki
  - Paweł Surman – trąbka, akordeon, instrumenty perkusyjne, chórki
- realizacja dźwięku – Maciej Staniecki, Krzysztof Tonn
- miksowanie – Michał Rosicki, Michał Walczak, Krzysztof Niedźwiecki w MaqRecords Studio
- mastering – Michał Rosicki w Bruelsound